# Ann-Margret
Pour les articles homonymes, voir Olsson.
Ann-Margret, née Ann-Margret Olsson, le 28 avril 1941 à Stockholm, (Suède), est une actrice, danseuse et chanteuse américaine d'origine suédoise. Arrivée aux États-Unis en 1946, elle est naturalisée trois ans plus tard.

## Biographie

### Jeunesse, formation et débuts
Ann-Margret Olsson naît en 1941 à l'hôpital universitaire Karolinska à Stockholm. Elle est la fille de Carl Gustaf Bernhard Olsson et de Anna Regina Aronsson.
Elle et sa famille déménagent à Valsjöbyn (sv), une petite ville dans le comté de Jämtland dans le nord de la Suède, plus tard dans l'année. Toujours en 1941, son père déménage aux États-Unis avec comme objectif d'y faire venir le reste de la famille mais l'arrivée de la Seconde Guerre mondiale vient bousculer ses plans. Ce n'est que le 29 novembre 1946 qu'Ann-Margret et sa mère arrivent au port de New York à bord du SS Gripsholm. La petite fille a 5 ans et ne parle pas l'anglais. Le jour même, son père l'emmène au Radio City Music Hall.
En 1946, la famille déménage à Fox Lake en Illinois puis à Wilmette en 1948. En 1949, elle obtient la naturalisation américaine et prend ses premiers cours de danse à la Marjorie Young School of Dance.

### Carrière

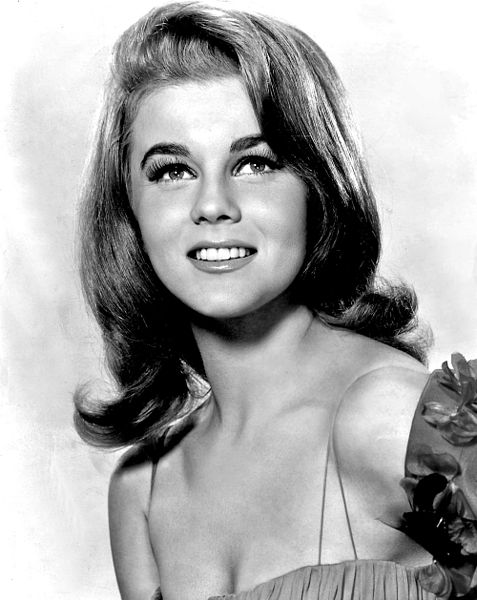
Ann-Margret en 1968.

Pendant son adolescence, elle fait des apparitions au Amateur Hour de Morris B. Sachs ou de Ted Mack, et au Breakfast Club de Don McNeill.
En 1960, elle abandonne son nom de famille « Olsson » pour prendre définitivement comme nom de scène professionnel son seul prénom « Ann-Margret ». Elle s'assure aussi cette année un travail pour le show de George Burns. Toujours en 1960, elle est admise à l'université Northwestern à Evanston où elle est membre de la sororité Kappa Alpha Theta. Faisant partie d'un groupe nommé les Suttletones, Ann-Margret se retrouve à Reno au Nevada où, au même moment, a lieu la production du film Les Désaxés. Marilyn Monroe la remarque dans la foule de spectateurs et va converser avec elle en privé, lui donnant des encouragements pour sa future carrière.

#### Cinéma et chanson
Ann-Margret débute au cinéma en 1961 dans Milliardaire pour un jour de Frank Capra. La même année, elle sort son album And Here She Is: Ann-Margret, produit à Nashville avec les musiciens d'Elvis Presley — elle est d'ailleurs qualifiée d'« Elvis féminin ». Le titre I Just Don't Understand sera plus tard repris en session BBC par les Beatles.
L'année suivante, elle interprète durant la cérémonie des Oscars la chanson thème de Bachelor in Paradise, qui y est sélectionnée.
C'est d'ailleurs par la comédie musicale qu'Ann-Margret connaît le succès au cinéma, grâce à State Fair (1962), Bye Bye Birdie (1963) et surtout L'Amour en quatrième vitesse (Viva Las Vegas, 1964) avec Elvis Presley, jusqu'à Tommy (1975) et la télévision (Dames at Sea).
En 1963, un an après le fameux Happy Birthday de Marilyn Monroe, Ann-Margret est invitée à chanter Baby, Won't You Please Come Home lors de la fête d'anniversaire du président John F. Kennedy qui a lieu au Waldorf-Astoria le jeudi 23 mai 1963. Kennedy a 46 ans le mercredi suivant. Sa chevelure passée de brune à rousse est une idée du célèbre Sydney Guilaroff.
En 1965, elle refuse le rôle-titre de Cat Ballou qui contribue à lancer Jane Fonda, mais elle est Melba dans Le Kid de Cincinnati où elle séduit Le Kid interprété par Steve McQueen.
En 1967, elle donne son premier récital à Las Vegas : Elvis Presley et son entourage viennent l'encourager. La vedette enchaîne avec The Ann-Margret Show pour CBS où elle a pour invités Bob Hope, Jack Benny et Carol Burnett. Dans un autre show, elle côtoie Dean Martin et Lucille Ball.
En 1969 sort l'album The Cowboy and the Lady, en association avec Lee Hazlewood.
En 1971, elle est nommée à l'Oscar du meilleur second rôle féminin pour Ce plaisir qu'on dit charnel, où elle joue la petite amie de Jack Nicholson.
En 1973, elle joue le principal rôle féminin aux côtés de John Wayne dans un western de Burt Kennedy, Les Voleurs de train.
En 1975, elle est nommée à l'Oscar de la meilleure actrice pour Tommy.
En 1979, son titre Love Rush est un vrai succès de club. La même année, elle publie son autobiographie, Ann-Margret: My Story, dans laquelle elle raconte son combat contre l'alcoolisme. L'année suivante, elle figure parmi les premières dans le classement par Empire Magazine des cent célébrités les plus sexys de l'histoire du cinéma.
En 2001, travaillant avec Art Greenhaw — qui la désigne comme sa chanteuse préférée —, elle enregistre l'album God Is Love: The Gospel Sessions, acclamé par la critique et qui lui vaut une nomination aux Grammy Awards.
Actrice internationale (elle a travaillé avec Richard Attenborough, Alan Bridges, Jacques Deray, Claude Chabrol, Dino Risi…), Ann-Margret est aussi une grande séductrice de l'écran, à l'instar d'Angie Dickinson ou de Faye Dunaway : elle joue aux côtés d'Elvis Presley (qui ne fut pas seulement son partenaire à l'écran[réf. nécessaire]), d'Alain Delon, de Steve McQueen, de Vittorio Gassman, de Jean-Louis Trintignant, de Peter Firth dans Joseph Andrews, et, dans Cactus Jack, de Kirk Douglas et d'Arnold Schwarzenegger réunis ! Jon Voight et Kris Kristofferson figurent dans sa galerie de partenaires cinématographiques.

#### Télévision
Après Bette Davis et John Wayne, Ann-Margret s'illustre face à un autre monstre sacré à la télévision, Claudette Colbert (dans The Two Mrs. Grenvilles).
Sur le petit écran, elle a joué dans de nombreux téléfilms puis est apparue dans les séries New York 911, American Wives et Les Experts. En 1963, elle double son « propre » personnage animé (Ann-Margrock) dans la série animée Les Pierrafeu.
En 1994, dans la mini-série Scarlett, elle reprend le rôle mythique de Belle Watling face à Timothy Dalton en Rhett Butler.

#### Distinctions et récompenses
Elle est intronisée au Hollywood Walk of Fame le 11 juillet 1973 avec une étoile.
Elle est nommée dix fois aux Golden Globe Awards (pour Joseph Andrews de Tony Richardson, The Two Mrs. Grenvilles…), dont cinq remportés (de « la nouvelle venue la plus prometteuse » en 1962 à « vedette féminine de l'année » en 1983, la reconnaissance passe par Tommy de Ken Russell et les téléfilms Who Will Love My Children? et Un tramway nommé Désir), deux fois aux Oscars et aux Grammy Awards, six fois pour les Emmy Awards.
En 2010, elle remporte son premier Emmy Award pour son apparition dans New York, unité spéciale ; la remise de son prix est saluée par une ovation debout.

### Vie privée
Ann-Margret épouse le 8 mai 1967 l'acteur Roger Smith. Celui-ci meurt le 4 juin 2017 à Sherman Oaks après avoir souffert plusieurs années d'une grave forme de myasthénie. L'actrice, qui n'a pas eu d'enfants, est la belle-mère des trois enfants de Smith.

## Filmographie

### Cinéma
- 1961 : Milliardaire pour un jour (Pocketful of Miracles) de Frank Capra : Louise
- 1962 : La Foire aux illusions (State Fair) de José Ferrer : Emily Porter
- 1963 : Bye Bye Birdie de George Sidney : Kim McAfee
- 1964 : L'Amour en quatrième vitesse (Viva Las Vegas) de George Sidney : Rusty Martin
- 1964 : La Chatte au fouet (Kitten with a Whip) de Douglas Heyes : Jody Dvorak
- 1964 : Trois filles à Madrid (The Pleasure Seekers) de Jean Negulesco : Fran Hobson
- 1965 : Fièvre sur la ville (Bus Riley’s Back in Town) de Harvey Hart : Laurel
- 1965 : Les Tueurs de San Francisco (Once a Thief) de Ralph Nelson : Kristine Pedal
- 1965 : Le Kid de Cincinnati (The Cincinnati Kid) de Norman Jewison : Melba
- 1966 : Made in Paris de Boris Sagal : Maggie Scott
- 1966 : La Diligence vers l'Ouest  (Stagecoach) de Gordon Douglas : Dallas
- 1966 : The Swinger de George Sidney : Kelly Olsson
- 1966 : Bien joué Matt Helm (Murderers’ Row) de Henry Levin : Suzie
- 1967 : L'Homme à la Ferrari (Il tigre) de Dino Risi : Carolina
- 1968 : Le Prophète (Il profeta) de Dino Risi : Maggie
- 1968 : Rébus (Rebus) de Nino Zanchin : la chanteuse
- 1970 : R.P.M. de Stanley Kramer : Rhoda
- 1971 : Ce plaisir qu'on dit charnel (Carnal Knowledge) de Mike Nichols : Bobbie
- 1972 : Un homme est mort de Jacques Deray : Nancy Robson
- 1973 : Les Voleurs de trains (The Train Robbers) de Burt Kennedy : Mrs. Lowe
- 1975 : Tommy de Ken Russell : Nora, la mère de Tommy
- 1976 : Folies bourgeoises de Claude Chabrol : Charlie Minerva
- 1977 : Joseph Andrews de Tony Richardson : Lady Booby alias 'Belle'
- 1977 : Mon "Beau" légionnaire (The Last Remake of Beau Geste) de Marty Feldman : Flavia Geste
- 1978 : Magic de Richard Attenborough: Peggy Ann Snow
- 1978 : Le Privé de ces dames (The Cheap Detective) de Robert Moore : Jezebel Dezire
- 1979 : Cactus Jack de Hal Needham : Charming Jones
- 1982 : Le Retour du soldat (The Return of the Soldier) d’Alan Bridges : Jenny Baldry
- 1982 : Lookin' to Get Out de Hal Ashby : Patti Warner
- 1985 : Soleil d'automne (Twice in a Lifetime) de Bud Yorkin : Audrey Minelli
- 1987 : Paiement cash de John Frankenheimer : Barbara Mitchell
- 1988 : Une nouvelle vie (A New Life) d'Alan Alda : Jackie Jardino
- 1992 : Newsies de Kenny Ortega : Medda Larkson
- 1993 : Les Grincheux (Grumpy Old Men) de Donald Petrie : Ariel Truax
- 1995 : Les Grincheux 2 (Grumpier Old Men) de Howard Deutch ; Ariel Gustafson
- 1999 : L'Enfer du dimanche (Any Given Sunday) d'Oliver Stone : Margaret Pagniacci
- 2000 : The Last Producer de Burt Reynolds : Mira Wexler
- 2004 : New York Taxi (Taxi) de Tim Story : Mrs Washburn
- 2006 : La Rupture (The Break Up) de Peyton Reed : Wendy Meyers
- 2006 : Super Noël 3 : Méga Givré (The Santa Clause 3 : The Escape Clause) de Michael Lembeck : Sylvia Newman
- 2008 : Memory de Bennett Joshua Davlin : Carol Hargrave
- 2008 : The Loss of a Teardrop Diamond de Jodie Markell (en) : Cornelia
- 2008 : All's Faire in Love de Scott Marshall : Sa majesté la Reine
- 2009 : Les 2 font la père (Old Dogs) de Walt Becker : Martha
- 2011 : Lucky de Gil Cates Jr. : Pauline Keller
- 2017 : Braquage à l'ancienne (Going in Style) de Zach Braff : Annie
- 2021 : Queen Bees de Michael Lembeck : Margot

### Télévision
- 2000 : Le 10e Royaume (The 10th Kingdom) (mini-série télévisée) de David Carson et Herbert Wise : Cendrillon
- 2010 : New York, unité spéciale (Law and Order : Special Victims Unit) (série télévisée) (saison 11, épisode 18) : Rita Willis
- 2010 : Les Experts (CSI : Crime Scene Investigation) (série télévisée) (saison 11, épisode 4) : Margot Wilton
- 2010 : American Wives (série télévisée) (saison 4, épisode 5) : Tante Edie
- 2019 : Happy! (série télévisée), saison 2 : Bebe DeBarge[8]

## Voix françaises
- Béatrice Delfe dans :
  - Cactus Jack (1979)
  - Who Will Love My Children ? (téléfilm) (1983)
  - Seduced by Madness: The Diane Borchardt Story (mini-série) (1996)
  - New York, unité spéciale (série télévisée) (2010)
  - Ray Donovan (série télévisée) (2014)
- Évelyn Séléna dans :
  - Magic (1978)
  - Les Grincheux (1993)
  - Les Grincheux 2 (1995)
  - L'Enfer du dimanche (1999)
  - Le Dixième Royaume (mini-série) (2000)
- Frédérique Cantrel dans :
  - New York Taxi (2004)
  - Braquage à l'ancienne (2017)
  - La Méthode Kominsky (série télévisée) (2018)
- Nicole Favart dans :
  - L'Amour en quatrième vitesse (1964)
  - Les Tueurs de San Francisco (1965)
- Arlette Thomas dans :
  - La Foire aux illusions (1962)
  - La Diligence vers l'Ouest (1966)
- Michèle Bardollet dans :
  - Le Kid de Cincinnati (1965)
  - Mon « Beau » légionnaire (1977)
- Perrette Pradier dans :
  - Le Privé de ces dames (1978)
  - Paiement cash (1986)
- et aussi :
  - Éliane Giovanelli dans Bien joué Matt Helm (1966)
  - Dominique MacAvoy dans Un homme est mort (1972)
  - Jeanine Freson dans Les Voleurs de trains (1973)
  - Françoise Pavy dans New York 911 (série télévisée) (2003)
  - Francine Laffineuse dans Happy! (série télévisée) (2019)

## Discographie
- And Here She Is ... Ann-Margret (1961)
- On the Way Up (1962)
- The Vivacious One (1962)
- Bachelors' Paradise (1963)
- 3 Great Girls - avec Della Reese et Kitty Kallen (1963)
- Beauty and the Beard (1964) (with Al Hirt)
- David Merrick Presents Hits from His Broadway Hits (1964) (avec David Merrick)
- Songs from The Swinger (And Other Swingin' Songs) (1966)
- The Cowboy and the Lady (1969) (avec Lee Hazlewood)
- Ann-Margret (1980)
- God Is Love: The Gospel Sessions (2001)
- Ann-Margret's Christmas Carol Collection (2004)
- God is Love: The Gospel Sessions 2 (2011)[9]
- Born to Be Wild (2023)[10]

### Biopic télévisé
- En 2005, dans Elvis, une mini série CBS, Ann-Margret est jouée par Rose McGowan et Elvis par Jonathan Rhys Meyers.